# اس‌کی سی اند سی
اس‌کی سی اند سی (به انگلیسی: SK C&C) شرکت فناوری اطلاعات کره‌ای است، که در زمینه ارائه خدمات مشاوره اطلاعاتی، برون‌سپاری، مشاوره فناوری اطلاعات، یکپارچه‌سازی، تعمیر و نگهداری سیستم‌ها فعالیت می‌کند.
شرکت اس‌کی سی اند سی در سال ۱۹۹۱ تأسیس شد و در حال حاضر به‌عنوان شرکت تابعه‌ای از گروه اس‌کی به‌شمار می‌آید.
دفتر مرکزی این شرکت در شهر سئول، کره جنوبی قرار دارد و بخشی از سهام آن در بازار بورس کره معامله می‌شود.